# Keresztes Dóra

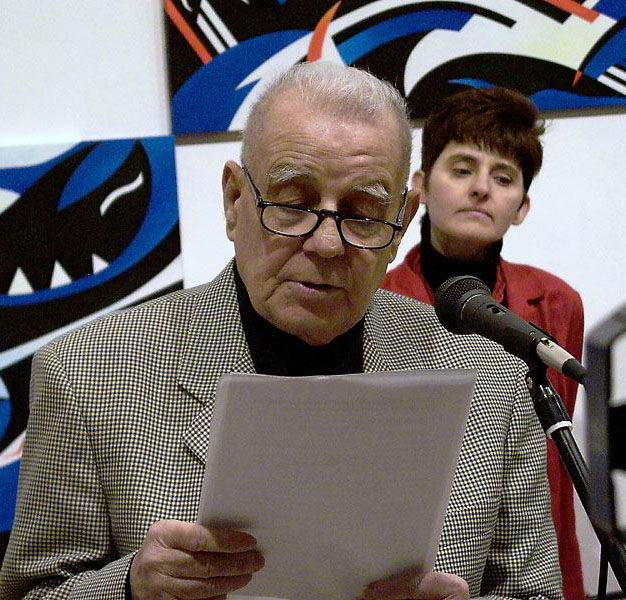
Kass János megnyitja Keresztes Dóra kiállítását

Keresztes Dóra (Budapest, 1953. október 3. –) magyar festő- és grafikusművész, animációsfilm-rendező. Férje Orosz István grafikusművész, animációsfilm-rendező.

## Életpályája
A Magyar Iparművészeti Főiskola tipografikus szakán végzett 1977-ben. 1977–1979 között a Magyar Iparművészeti Főiskola Továbbképző Intézetében tanult. Mesterei Kass János, Haiman György, Gyulai Líviusz, és Szabados Árpád voltak. Önálló grafikusi tevékenysége mellett tervez és illusztrál könyveket, rajzol bélyegeket és plakátokat, valamint színházi díszleteket tervez és animációs filmeket is készít. Műveiben a folklór világának elemei gyakran groteszk összefüggésben jelennek meg. 1980–1990 között a Múzsák c. folyóirat művészeti szerkesztője volt. Alapító tagja a Magyar Illusztrátorok Társaságának és a Magyar Plakát Társaságnak. Az Utisz Grafikai Stúdió művészeti vezetője.
Orosz István grafikusművész felesége.
Filmjei és képzőművészeti alkotásai a magyar népi kultúra hagyományainak jelenkori megidézését, újra átélhetővé tételét kívánják megteremteni – miközben lényegesnek tartja a modern művészet szín- és formakincsének, kompozíciós elemeinek, absztrakciós és transzformációs lehetőségeinek tudatos használatát is. Munkái több hazai és nemzetközi kiállításon és filmfesztiválon sikerrel szerepeltek. 2009-ben a New York-i Print Magazin Európai különszámában a magyar anyag bemutatásához az ő plakátját választotta nyitóképül. 2014-ben a Hirosimai Animációs Film Fesztivál rendezői őt választották, hogy önálló kiállítással képviselje az eseményen díszvendég Magyarországot. Illusztrátorként, illetve könyvtervezőként tíz alkalommal nyerte el az év legszebb könyve díjat. Látványtervezőként a Nemzeti Színház 2003-as Holdbeli csónakosa volt a legjelentősebb munkája, a díszletek és a jelmezek kitalálása mellett animációs filmbetéteket is készített Weöres Sándor színdarabjához. Szakrális jellegű művei közt említésre méltó a Budakeszi korpusz (1991), amely egyéni hangú, évezredes tradíciókat és modern világszemléletet ötvöző megoldása miatt rövid idő alatt zarándokhellyé vált (amíg egy vandál rongáló meg nem semmisítette). 

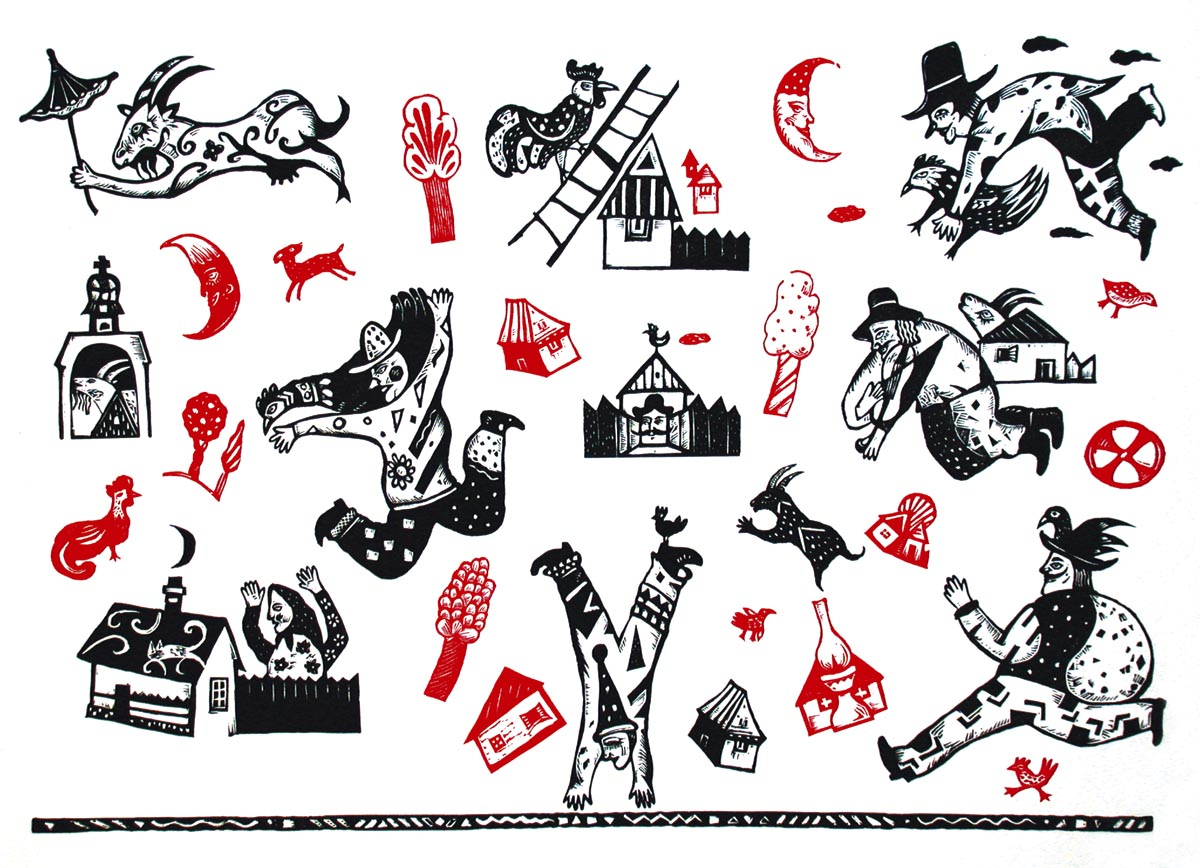
Keresztes Dóra: Játékok szárítkozás közben

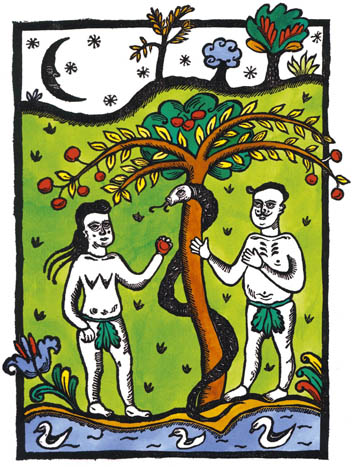
Keresztes Dóra metszete

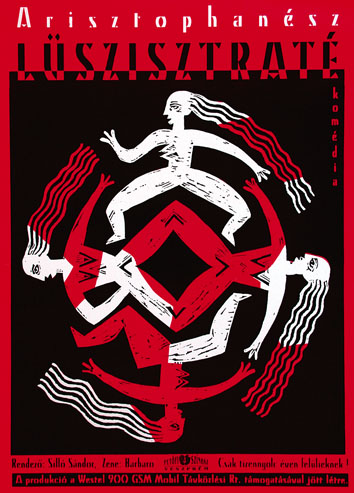
Keresztes Dóra plakátterve

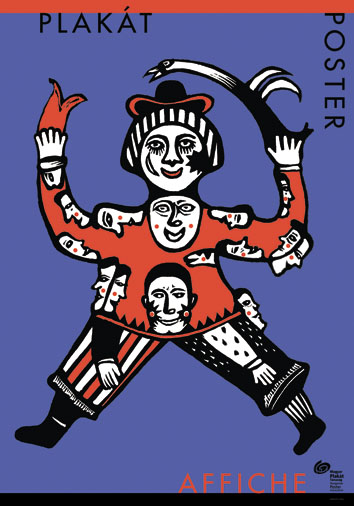
Keresztes Dóra plakátja

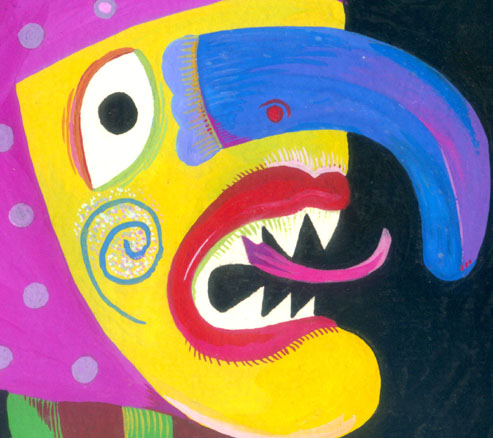
Keresztes Dóra: Holdasfilm

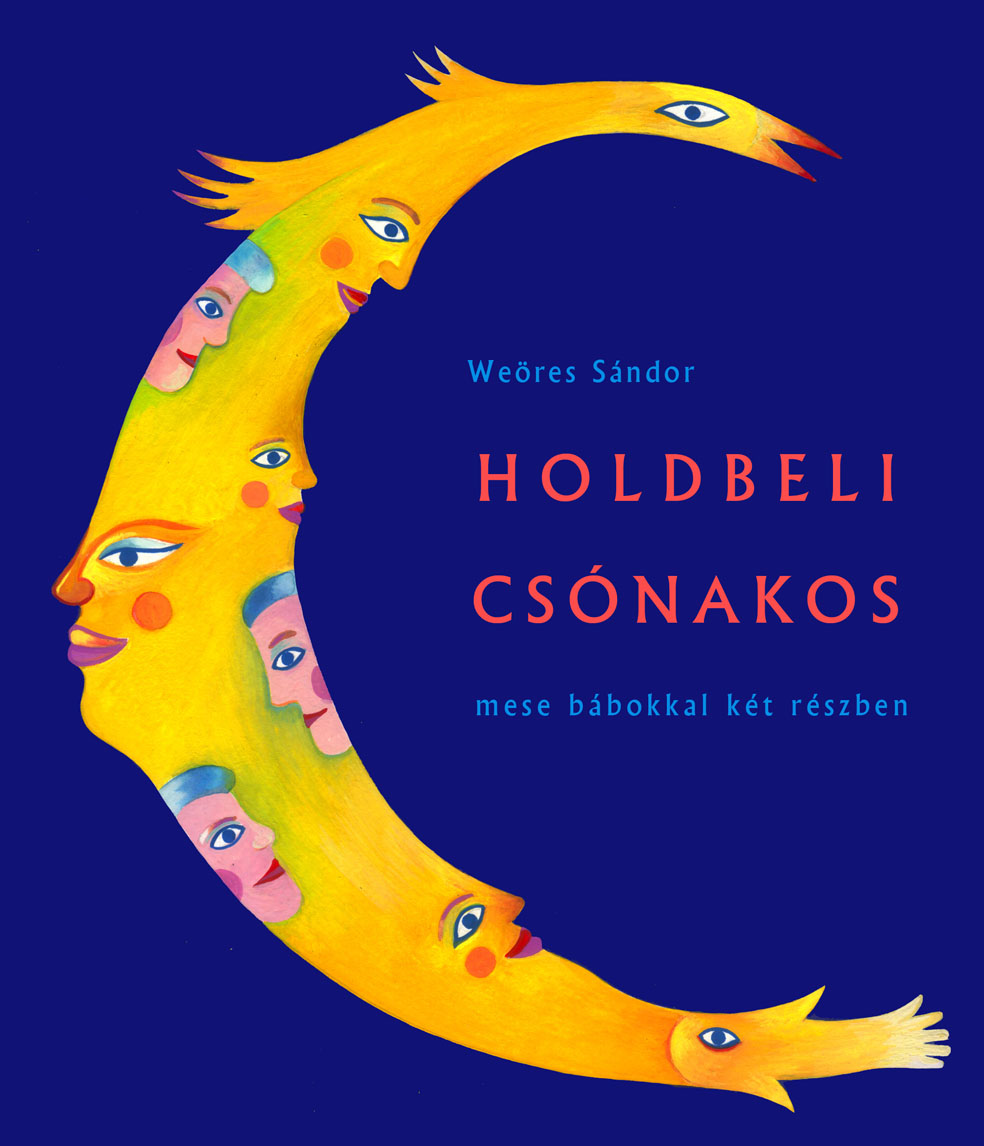
Keresztes Dóra: Holdbeli csónakos

## Egyéni kiállításai
- 1975: Budapest, Helikon Galéria
- 1985: Budapest, Vigadó Galéria
- 1987: Debrecen, Kossuth Lajos Tudományegyetem
- 1992: Sopron, Művelődési Ház
- 1996: Zalaegerszeg, Városi Hangverseny-és Kiállítóterem
- 1996: Őriszentpéter, Művelődési Ház,
- 1997: Budapest, a Magyar Kultúra Alapítvány Székháza
- 1999: Szentendre, Vincze Műhely
- 2000: Szeged, Kass-Galéria
- 2001: Teherán, Artist Gallery
- 2001: Gödöllői Iparművészeti Műhely
- 2002: Budapest, Galéria IX
- 2003: Győr, Városi Könyvtár Galériája
- 2005: Budapest, Dorottya Galéria
- 2005: Budapest, Artotéka, Pataki Művelődési ház
- 2006: Budapest, Nemzeti Színház
- 2009: Budapest, Barabás-villa
- 2009: Tatabánya, Kortárs Galéria
- 2010: Komárom, Kisgaléria
- 2010: Mexikóváros: a Nemzetközi Plakátbiennálé zsűritagjainak tárlata
- 2011: Miskolc, Színháztörténeti Múzeum
- 2011-2012: Szeged, Kass Galéria
- 2012-2013: Győr, Esterházy Palota
- 2013: Moszkva, Állami Gyermekkönyvtár
- 2013: Nyizsnyij Novgorod, Megyei Könyvtár
- 2014: Székesfehérvár, Nemzeti Színház
- 2014: Hirosima, Aster Plaza, kiállítás a Nemzetközi Animációs Filmfesztivál keretében
- 2015. Nagyvárad, Püspöki palota
- 2016: Kecskemét, Kápolna Galéria
- 2016-2017: Budapest, Vigadó Galéria
- 2017: Leányfalu, Aba-Novák Galéria,
- 2019: Helsinki, U-Galéria - Magyar Kulturális Központ
- 2019: Kecskemét Ráday Múzeum
- 2019: Tallinn, Balassi Intézet

## Illusztrált könyvek
- 1977 – Paraszt dekameron (Magvető)
- 1981 – Márkus István: Hómari (Móra)
- 1982 – Kiss Benedek: Zene-bona (Móra)
- 1983 – Újabb Paraszt dekameron (Magvető)
- 1983 – Kiss Anna: Tükörképek (Móra)
- 1989 – Ki zörög itt? (Múzsák)
- 1990 – Szilágyi Domokos: Medve lakodalom (Móra)
- 1991 – Kányádi Sándor: Költögető (Századvég)
- 1992 – Kormos István: Vackor I. (Századvég)
- 1993 – Kormos István: Vackor II. (Századvég)
- 1995 – Weöres Sándor: Tarka-forgó (Santos)
- 1996 – Móricz Zsigmond: A nehéz kétgarasos (Unikornis)
- 2001 – Az egynapos király, magyar népmesék (Új Palatinus)
- 2001 – Oroszlánkő, felvidéki magyar népmesék (Unikornis)
- 2001 – Nagy Gáspár: amíg fölragyog a jászol (Magyar Könyvklub)
- 2002 – Macskacicó, magyar tündérmesék, (Új Palatinus)
- 2002 – Az álomlátó fiú, furfangos magyar népmesék (Új Palatinus)
- 2006 – Bibliai történetek (Kálvin Kiadó)
- 2006 – Tündérkert virágai (Móra)
- 2008 – Weöres Sándor: Ének a határtalanról (Cartaphilus)
- 2010 – Kányádi Sándor: Az elveszett Követ (Cartaphilus)
- 2010 – A nap lánya, északi népek meséi (Móra)
- 2010 – Villon balladák Faludy György fordításában (Cartaphilus)
- 2012 - Nemes Nagy Ágnes: Bors néni könyve (Móra)
- 2012 - Papó zenedéje (Etnofon)

## Animációs filmek
- 1979 – Holdasfilm
- 1985 – Garabonciák
- 1989 – Aranymadár
- 1996 – Arcok
- 2001 – Mosolygó szomorúfűz
- 2002 – De profundis
- 2005 – Egyedem-begyedem
- 2009 – Álommalom

## Színházi látványterv
- 2003 – Weöres: Holdbeli csónakos (Nemzeti Színház)

## Díjak, ösztöndíjak
- 1977, 1981, 1982, 1983, 1984, 1989, 1991, 1992, 2001 – Szép Magyar Könyv – illusztrátori díjak
- 1983, 1985, 1987 – Balatoni Kisgrafikai Biennálék díjai
- 1984 – a Római Magyar Akadémia ösztöndíja
- 1988 – A brnói Alkalmazott Grafikai Biennálé különdíja
- 1992 – Csillag Albert-díj. (Alapítvány – gyermekkönyv illusztrációs díj)
- 1994 – Év Gyermekkönyve díj
- 2000 – A Magyar Művészeti Akadémia Millenniumi Pályázatának aranyérme
- 2003 – Ferenczy Noémi-díj
- 2003 – Év Illusztrátora
- 2005 – Balázs Béla-díj
- 2010 – a XVII. Országos Tervezőgrafikai Biennálé díja
- 2017 - Nagy Gáspár-díj
- 2017 - A Szép Magyar Könyv verseny könyvtervezői fődíja
- 2021 - Prima díj[1]
- 2022 - Szép Magyar Könyv EMMI különdíja.
- 2022 - Aranyrajzszög, grafikusi életműdíj.